# Massaker von Mỹ Lai

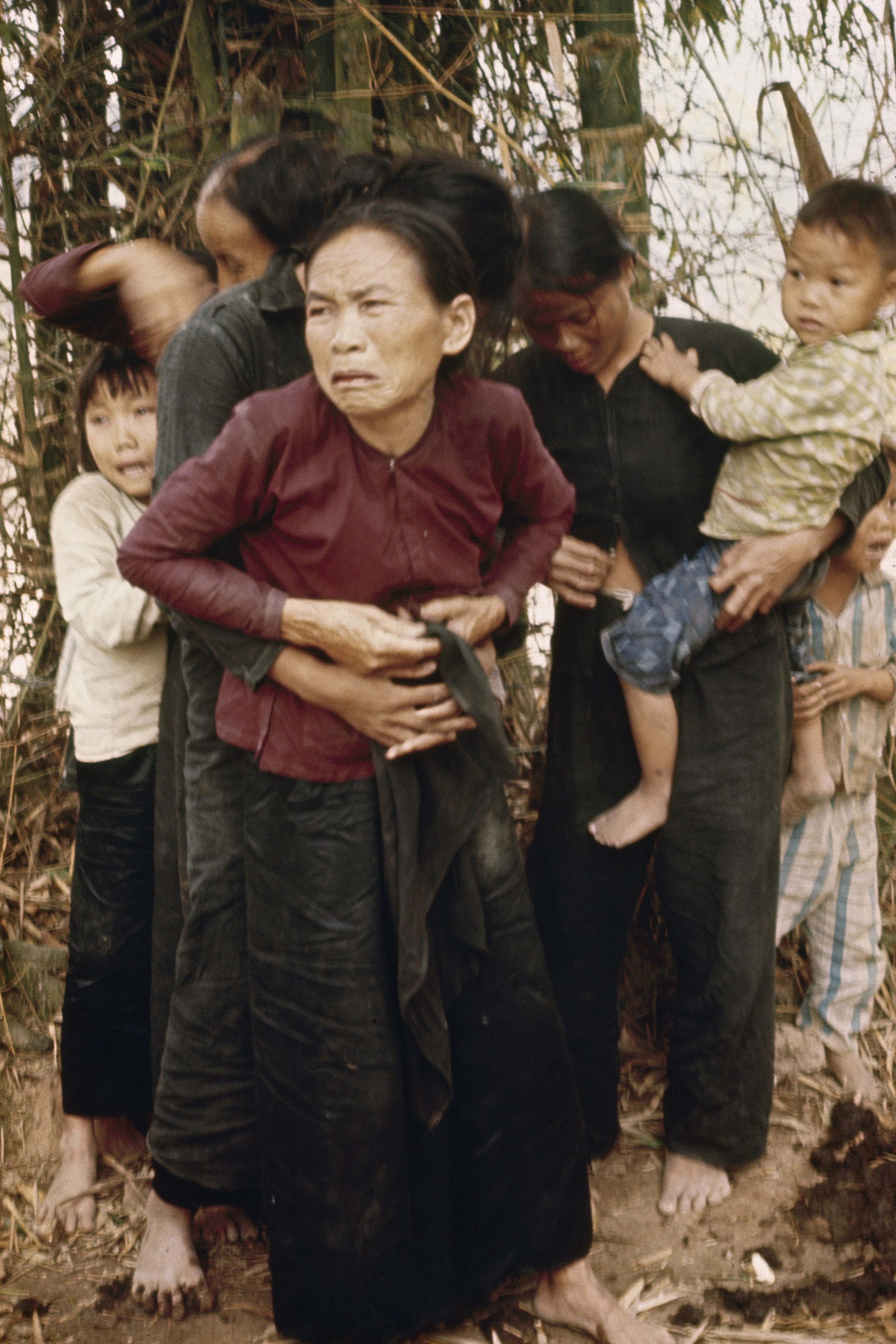
Bewohner von Mỹ Lai kurz vor ihrer Ermordung (16. März 1968)

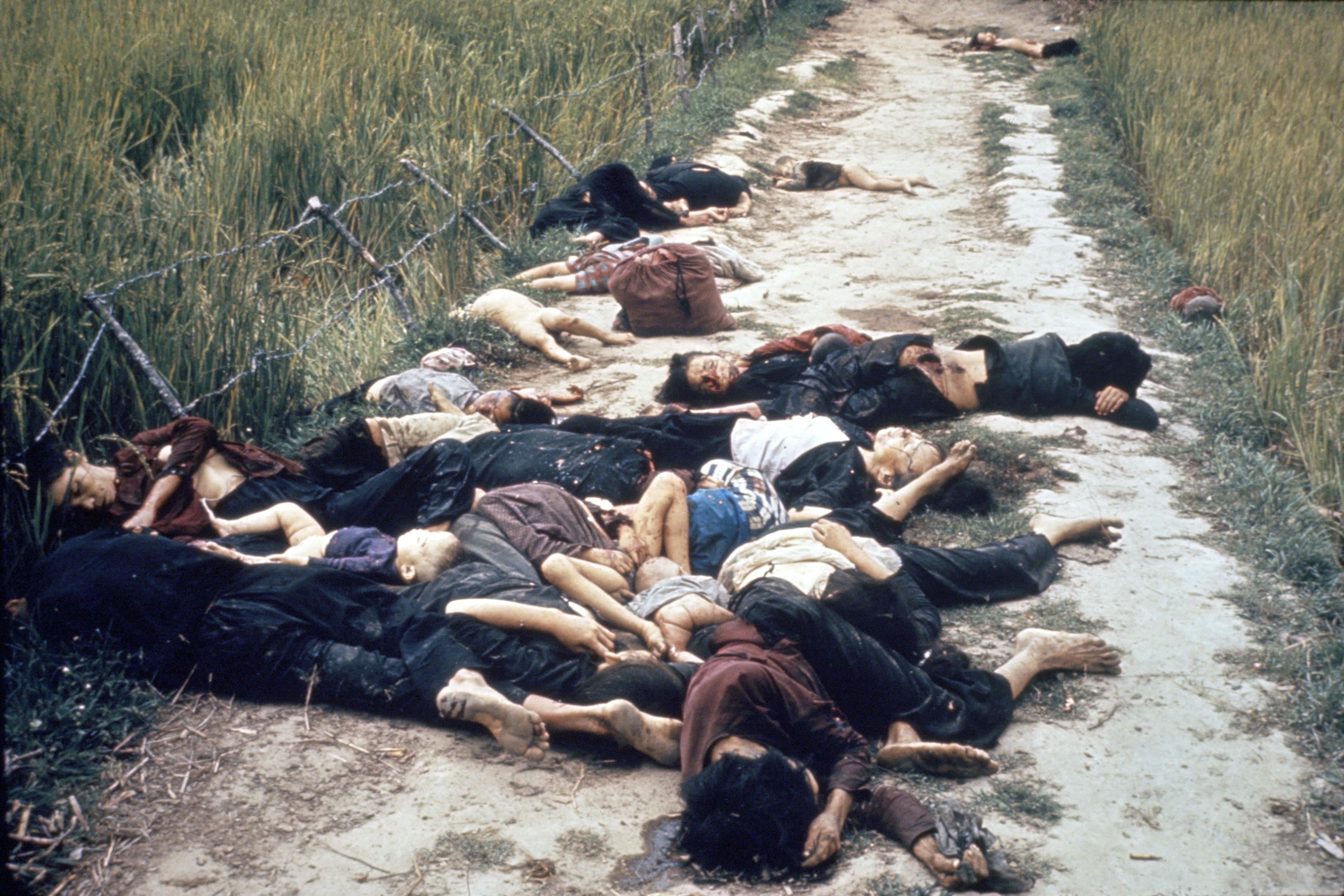
Beim Massaker von Mỹ Lai ermordete vietnamesische Zivilisten (16. März 1968)

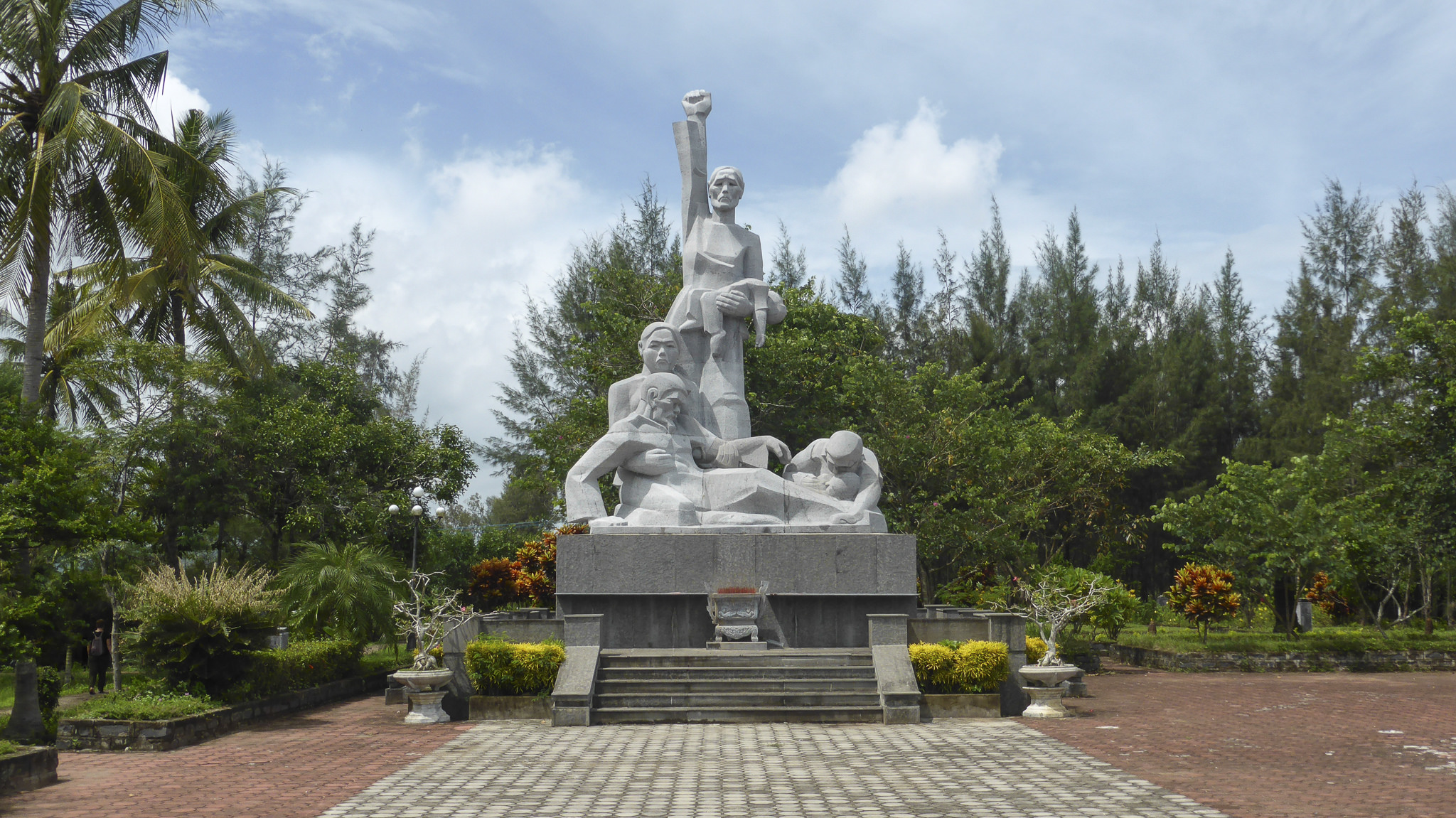
Mahnmal für die Opfer des Massakers von Mỹ Lai

Das Massaker von Mỹ Lai war ein Kriegsverbrechen der USA während des Vietnamkriegs, das am 16. März 1968 in dem Gemeindeteil Mỹ Lai des südvietnamesischen Dorfs Sơn Mỹ, genannt My Lai 4, begangen wurde. Das Massaker an 504 Zivilisten wurde von der US-Armee zunächst vertuscht. Erst durch Recherchen des investigativen Journalisten Seymour Hersh gelangte das Geschehen an die Öffentlichkeit, wobei die Veröffentlichung der Reportage zunächst für etwa ein Jahr von sämtlichen Medien abgelehnt worden war. Hersh erhielt 1970 den Pulitzer-Preis; die Veröffentlichung trug maßgeblich zum Wandel der öffentlichen Meinung über den Krieg bei.

## Verlauf
Am 16. März 1968 hatte eine Gruppe US-amerikanischer Soldaten der Task Force Barker den Auftrag, Mỹ Lai (Dorf Sơn Mỹ, Kreis Sơn Tịnh, Provinz Quảng Ngãi) einzunehmen und nach Kämpfern des Vietcong zu durchsuchen, da die Bewohner aus Sicht des US-Militärs als potenzielle Unterstützer des Vietcong galten.
Die Soldaten vergewaltigten Frauen und ermordeten fast alle Bewohner des Dorfes: 504 Zivilisten, darunter zahlreiche Kinder, Frauen und Greise. Auch sämtliche Tiere wurden getötet. Nur wenige Soldaten verweigerten den Befehl zum Mord. Erst der US-Hubschrauberpilot Hugh Thompson, der sich auf einem Aufklärungsflug befand, zwang die Soldaten, elf Frauen und Kinder zu verschonen: Er drohte, seine Bordschützen Glenn Andreotta und Lawrence Colburn mit dem MG auf die amerikanischen Soldaten feuern zu lassen, wenn diese weiter töteten. Dann brachte er die Geretteten in Sicherheit. Für ihr Eingreifen wurde die Hubschrauberbesatzung ausgezeichnet; die Ehrungen wurden dreißig Jahre später mit der Soldier’s Medal aufgewertet.

## Umgang in der US-Armee
Als Captain Ernest Medina am 15. März 1968 die Einheiten der Task Force Barker auf die am nächsten Tag anstehende Operation in der Provinz Quang Ngai einstimmte, sprach er verharmlosend vom „Ausflug nach Pinkville“, so der Army-Spitzname für My Lai, bei dem es darauf ankomme, seinen „gesunden Menschenverstand“ zu gebrauchen und ein Gebiet zu „säubern“, „in dem Charlie nichts verloren hat“.
Unmittelbar nach dem Verbrechen versuchten führende Offiziere, das Massaker zu vertuschen. Nach offizieller Darstellung waren in My Lai im Rahmen von Kampfhandlungen gegen den Vietcong (zunächst) „rund 20 Zivilisten unbeabsichtigt ums Leben gekommen“.
Im April 1969 sandte der Kriegsveteran Ronald Ridenhour, der von dem Massaker während seiner Dienstzeit gehört hatte, Briefe an verschiedene Kongressabgeordnete und den General für Vietnam William Westmoreland. Hierdurch angeregt wurde eine interne Untersuchung eingeleitet, die im September zur Anklage des während des Einsatzes befehlshabenden Offiziers William Calley führte. In einer Pressemitteilung des Verteidigungsministeriums hieß es, Calley sei wegen Vergehen gegen eine nicht näher bestimmbare Zahl von südvietnamesischen Zivilisten angeklagt worden.

## Öffentliches Bekanntwerden
Die erste Berichterstattung fand 14 Monate nach dem Massaker statt, bildete aber noch nicht das ganze Ausmaß des Vorfalls ab. Als das Verteidigungsministerium mit seiner Pressemitteilung über die Anklage Calleys informierte, veröffentlichten die großen amerikanischen Zeitungen die Nachricht zwar, maßen ihr jedoch keinen besonderen Stellenwert bei.
Maßgeblich für die Wahrnehmung wurden Recherchen von Seymour Hersh, der auf die internen Untersuchungen der Armee aufmerksam gemacht worden war, Calley aufsuchte und mit ihm ausführliche Gespräche führte. Zunächst wollten die großen Medien Hershs Berichte nicht abdrucken, weshalb er sie im November 1969 über eine kleine Nachrichten-Agentur namens Dispatch News Service verbreitete. Diese ersten Berichte fielen zusammen mit den großen Anti-Kriegs-Demonstrationen in Washington, DC. Erst später erschien im Life-Magazin ein ausführlicher Artikel über das Massaker. Anschließend berichteten auch Newsweek und das Time-Magazin über den Vorfall. Die Weltöffentlichkeit reagierte schockiert. Seymour Hersh bekam 1970 den Pulitzer-Preis für internationale Berichterstattung.
Die Artikel wurden durch schockierende Bilder des Fotografen Ron Haeberle illustriert. Dieser nahm an der Operation als offizieller Armeereporter teil, um Belege für die als „Body Counting“ bezeichnete Militärstatistik zu liefern. Die fotografierten Leichen wurden von den Offizieren als gefallene Vietcong-Kämpfer identifiziert. Im Dorf wurden jedoch keine Vietcong angetroffen, und es gab auch keinen Widerstand. Dennoch war die Armee mit dem Einsatz äußerst zufrieden, denn es gab auf Seiten der US-Armee keine Toten und lediglich einen verletzten Soldaten. Dabei handelte es sich um den Soldaten PFC Herbert Carter, der sich selbst in den Fuß geschossen haben soll, um per MedEvac vom Ort des Geschehens evakuiert zu werden. Nach offizieller Verlautbarung gab es angeblich 128 tote Vietcong auf der Gegenseite. Der Hubschrauberpilot Hugh Thompson, der den Fortgang des Massakers mit Androhung von Waffengewalt verhinderte, sprach in Interviews von 400 bis 500 Leichen, die er gesehen habe.
Nur vier Soldaten wurden vor ein Militärgericht gestellt. Lediglich Calley wurde von einem Gericht am 31. März 1971 zu lebenslanger Haft verurteilt, die aber durch den US-Präsidenten Richard Nixon bereits am darauffolgenden Tag in Hausarrest umgewandelt wurde, ehe er ihn 1974 vollends begnadigte.
Generalmajor Samuel W. Koster, der Kommandeur der übergeordneten 23. Infanteriedivision, die auch unter dem Namen Americal Division (für American, New Caledonian Division) bekannt wurde, gab später an, das Ausmaß des Vorfalls unterschätzt zu haben. Er setzte seine Militärlaufbahn zunächst unbeirrt fort und wurde 1969 Leiter der Militärakademie in West Point. Im Jahr 1970 stand seine Beförderung zum Generalleutnant (Drei-Sterne-General) an. Dazu kam es aber nicht mehr. Inzwischen wurde auch gegen Koster wegen der Vorfälle von Mỹ Lai ermittelt. Vor allem wurde ihm die Vertuschung der Ereignisse vorgeworfen. Als Ergebnis dieser Ermittlungen wurde er schriftlich abgemahnt, seine geplante Beförderung zum Generalleutnant wurde ausgesetzt. Stattdessen wurde er von seinem damaligen Rang eines Generalmajors zum Brigadegeneral degradiert. Auch die ihm verliehene Distinguished Service Medal wurde ihm aberkannt.

## Wirkung
Die Veröffentlichung trug zu einer Wende der öffentlichen Meinung zum Vietnamkrieg, sowohl in den USA wie auch in der ganzen westlichen Welt bei.
Heute befindet sich an der Stelle ein kleines Dokumentationszentrum, in dem die damaligen Vorgänge sachlich dargestellt werden. Neben dem ehemaligen Dorf befinden sich zwei gepflegte Gebäude, eine Schule und ein Kulturzentrum. Errichtet und unterhalten werden sie von amerikanischen Vietnamkriegsveteranen.
Tim O’Brien hat Geschehnisse des Massakers von My Lai in seinem Roman Geheimnisse und Lügen literarisch verarbeitet.

## Film- und Radiodokumentationen
- Christoph Felder: My Lai Inside. Dokumentarfilm 2018, ca. 90 min.
- Barak Goodman: American experience – My Lai bei IMDb. PBS-Dokumentation, Juni 2010 (Video, 82 min)
- :deutsche Fassung bei Spiegel TV: Das Blutbad von My Lai
- Four Hours in My Lai. Yorkshire Television, ausgestrahlt auf ITV
- The My Lai Tapes. BBC 4, März 2008 (Audio, 47 min, als Podcast: Teil 1, Teil 2)
- Joseph Strick: Interviews with My Lai Veterans, 1971, 21 min (Doku) (Oscar für den besten kurzen Dokumentarfilm)
- Walter Heynowski, Gerhard Scheumann: Am Wassergraben, 1978, 16 min (Doku)
- Markus Dichmann (Moderator): Vietnamkrieg. Das Massaker von My Lai. Deutschlandfunk Nova.

## Verfilmungen
- Paolo Bertola: Kompanie des Todes (Originaltitel „My Lai Four“ / Spielfilm von 2011 und basierend auf dem Buch von Seymour Hersh)